# کورا
کورا (به انگلیسی: Quora) یک وب‌گاه پرسش و پاسخ است که کاربران می‌توانند سؤال بپرسند و پاسخ دهند و ویراستاری کنند. شرکت کورا در ژوئن ۲۰۰۹ تأسیس شد و وبگاه آن در ۲۱ ژوئن ۲۰۱۰ در دسترس عموم قرار گرفت. کورا پرسش و پاسخ‌ها را دسته‌بندی می‌کند. کاربران می‌توانند سؤال‌ها را ویرایش کنند و حتی به دیگر کاربران پیشنهاد اصلاح و ویرایش پاسخ‌هایشان را بدهند.

## تاریخچه
کورا را دو کارمند سابق فیس‌بوک، آدام دی‌انجلو و چارلی چیور، تأسیس کردند. به گفتهٔ دی‌انجلو، هدف او و چیور از تأسیس کورا این بود که «به نظر ما پرسش و پاسخ از آن حوزه‌هایی در اینترنت است که کلی وب‌گاه در آن مشغول‌اند، اما تا حالا هیچ‌کس نیامده چیزی بسازد که واقعاً خوب باشد».
کاربران کورا تنها چند ماه پس از تأسیس در دسامبر ۲۰۱۰ به سرعت رشد کرد. تعداد کاربران ثبت‌نام‌شدهٔ کورا تا ژانویهٔ ۲۰۱۱ حدوداً ۵۰۰٬۰۰۰ نفر تخمین زده شد. کورا وب‌گاهش را در ژوئن ۲۰۱۱ با هدف تسهیل دست‌یابی به اطلاعات و گشت‌وگذار در وب‌گاه از نو طراحی کرد. به عقیدهٔ برخی طراحی جدید وب‌گاه شباهت‌هایی به ویکی‌پدیا داشت. اپ آیفون و اندروید کورا رسماً در ۲۹ سپتامبر ۲۰۱۱ و ۵ سپتامبر ۲۰۱۲ رونمایی شد.
کورا در سپتامبر ۲۰۱۲ اعلام کرد که چارلی چیور، یکی از دو مؤسس وب‌گاه، از شغل تمام‌وقت در شرکت صرف‌نظر کرده و زین پس صرفاً نقشی مشاوره‌ای را ایفا خواهد کرد. مقاله‌ای در وب‌گاه خبری Business Insider بر اساس یکی از پاسخ‌های داده شده از سوی شخصی ناشناس به سؤالی که در خود وب‌گاه کورا دربارهٔ خروج چیور مطرح شده بود، مدعی شد که چیور شرکت را ترک کرد چون می‌خواست روی تجارب کاربران تمرکز کند (کاربران باکیفیت)، اما دی‌انجلو می‌خواست روی بزرگ شدن وب‌گاه (کمیت کاربران) تمرکز کند و چون دی‌انجلو از قدرت مالی بیشتری برای سرمایه‌گذاری برخوردار بود، دامنهٔ نفوذ و تسلطش را بر شرکت به گونه‌ای افزایش داد که امور مطابق میلش پیش رود.

## ویژگی‌ها
کورا کاربران را ملزم به ثبت‌نام با نام حقیقی‌شان می‌کند. بدون ثبت‌نام و ورود به سامانه، استفاده از وب‌گاه اساساً ناممکن است. کاربران می‌توانند با حساب‌های گوگل، توئیتر، و فیس‌بوک نیز از وب‌گاه استفاده کنند. کاربران کورا می‌توانند به پاسخ‌های رأی مثبت یا منفی دهند و حتی می‌توانند پیشنهاد کنند که پاسخ‌های دیگر کاربران اصلاح و ویراستاری شود. برخی از افراد مشهور چون باراک اوباما، استیو کیس، مارک اندرسون، داستین موسکوویتز، جیمی ویلز، مایکل دل، جاستین ترودو، استیون فرای، و اشتون کوچر از کاربران کورا هستند. بزرگ‌ترین گروه از کاربران کورا در سیلیکون ولی و سپس در نیویورک سیتی ساکن‌اند. تا ژانویهٔ ۲۰۱۴ تقریباً ۴۰ درصد کاربران هندی‌اند.
کورا برای مرحلهٔ پسین (back end) از پایلونز و کامت، از اوبونتو لینوکس به عنوان سیستم‌عامل و از مای‌اس‌کیوال به عنوان پایگاه داده استفاده می‌کند. کورا از انجین‌اکس به عنوان پیشکار معکوس و ایچ‌ای‌پراکسی برای تعدیل بار بهره می‌برد. کورا الگوریتم مخصوصی را برای رتبه‌بندی پاسخ‌ها نوشته‌است که مشابه رتبه‌صفحه عمل می‌کند.
همچنین کورا سعی کرده‌است شمّه‌هایی از بازی و رقابت را وارد سامانه کند. مثلاً به کاربری که پاسخی باکیفیت داده‌است، اعتبار تعلق می‌گیرد. کاربران با این اعتبارها می‌توانند شخصاً از یک متخصص سؤال بپرسند و پاسخ طلب کنند.